# Вислор Турло
Вислор Турло (енгл. Vislor Turlough) измишљени је лик у британској научнофантастичној телевизијској серији Доктор Ху који је тумачио Марк Стриксон. Он је био сапутник Петог Доктора и био је редован лик у серији од 1983. до 1984. године. Турло се појавио у 10 прича (33 епизоде).

## Историја лика
Када се Турло први пут појавио у серијалу Модрин бесмртни, он је био ученик бригадира у пензији Летбриџ-Стјуарта (који је и сам бивши Докторов сапутник) у јавној школи "Брендон", али постаје очигледно да он није оно што изгледа. Контактирао га је злонамерни Црни Чувар који му нуди да га одведе кући ако убије Доктора. Такође се чини да је упознат са концептима путовања кроз време и преноса материје. На крају серијала, Турло тражи да прати Доктора. Упркос сумњама Теган и Нисе, Доктор прихвата Турла као део екипе ТАРДИС-а.
Током наредна два серијала, Терминус и Просветљење (заједно са Модрином бсмртним, као трилогија Црног Чувара), Турло не може да одлучи да ли да изврши свој задатак од Црног Чувара, али на крају одбија него у корист оданости Доктору. Иако увек помало кукавички настројен, са одличним нагонима за самоодржањем и трагом немилосрдности, његов однос са Доктором и Теган се временом побољшава (Ниса је отишла на крају Терминуса). Он је један од ретких сапутника који је способан да управља многим ТАРДИС-овим системима јер може да изврши дијагностику у „Пет Доктора“ и програмира ТАРДИС да пронађе Доктора на Планети ватре. У почетку изражавајући жељу да се врати кући, наставља да путује са Доктором и Теган све док Теган није отишла на крају Васкрснућа Далека.
У следећем серијалу Планета ватре, откривено је да је Турло млађи заставник са планете Трион. После грађанског рата на његовој матичној планети у коме је убијена његова мајка, Турлоова породица је ухапшена као политички затвореници. Његов отац и млађи брат Малкон су прогнани на планету Сарн, док је сам Турло био прогнан на Земљу, под надзором агента Триона прерушеног у адвоката у Ченсери Лејну. Први пут у овом серијалу откривено је Турлоово име, Вислор. На крају серијала, Турло открива да политички затвореници више нису малтретирани на Триону и одлучује да је време да се врати кући.
Слика Турла се појављује током сцене регенерације Петог Доктора у Пећинама Андрозанија.

## Пријем
Шон Ферик из Какве културе ставио је Вислора на #10 на свом списку „10 најомраженијих Доктор Ху ликова”, коментаришући да „изгледа да постоји раскол у клубу обожавалаца о овом лику. Он је првобитно представљен као двоструки агент, што отежавало је људима да се сложе с њим чак су се и остали сапутници у то време борили да саосећају и то је било пре него што су његове праве боје биле откривене као накнадна мисао у серији. То је довело до садашњег, али не статуса за овог сапутника Петог Доктора, нечега што чак ни "Big Finish" није поправио у проширеном универзуму против 'будала' који су ушли у менталитет толиког броја Доктора други сапутници су га учинили да се још више истиче, иако су га често доводили у сукоб са осталима у ТАРДИС-у. Нажалост, његово време на екрану било је прекратко за правилно истраживање овог разумног мислиоца, што га је оставило у прашини. Серија се наставила без њега. Можда ће у наредним годинама бити поново процењен, али за сада, то је много за јадног Вислора!“ Међутим, Мери Ен Џохансон из Филозофа назвала је Вислора као свог омиљеног пратиоца, рекавши да „Турла никада није било лако волети, али увек је био интригантан и узрујавајући на најзанимљивији начин. Преокренуо је идеје о томе ко би могао да буде сапутник и зашто: изгледало је да му се Доктор никада није допао и заиста је усрао свој пут на ТАРДИС само као начин да побегне из неподношљивог стања, а не зато што је тражио пустоловину или узбуђење. И наравно, постоји мала појединост о томе како је више пута покушао да убије Доктора по налогу Црног Чувара који га је обмануо о Докторовој природи. Турло је био паметан и саркастичан, што ме увек привлачи, али што је још важније, био је другачија врста сапутника, а његово присуство је гурнуло драму у нове углове. Волела бих да видим шта би нова инкарнација серије урадила са неким попут њега.“
Стриксон је духовито прокоментарисао да би, не знајући шта да ураде с њим, сценаристи телевизијских серија често терали зликовце да га хватају или затварају, што је довело до тога да Турло заврши у разним „стањима ропства“.